# 대전 새마을호 열차 탈선 사고
대전 새마을호 열차 탈선 사고(大田 -號列車脫線事故)는 2003년 5월 30일 오후 1시 50분쯤 대전광역시 중구 오류동 서대전역 인근 계룡육교 철거 작업 중 육교 상판이 붕괴되어 선로로 추락, 서울역을 출발하여 목포역으로 가려던 새마을호 열차와 충돌하면서 열차 8량중 4량이 탈선하고 40여 명이 중경상을 입은 사고이다.

## 개요
이 사고는 서울역을 출발해 목포역으로 가던 새마을호 열차가 서대전역 인근 계룡육교 하단을 통과하려던 순간 육교를 받치고 있는 철제 빔이 떨어지는 것을 기관사가 발견해 비상제동을 걸었으나 제동거리가 미치지 못해 육교 상판과 충돌후, 동력제어차 1량과 객차 3량이 탈선했고 탈선한 열차 4량중 3번째에 있던 객차에는 불길까지 번졌다. 사고 당시 이용고객은 178명이였으며, 사고 직후 200톤급 대형 크레인 5대를 동원해 무너진 육교의 육중한 철 구조물을 제거하는 작업을 벌였다.

## 사고 원인
이날 사고의 원인은 지난 1995년에 계룡육교가 안전 진단에서 사용 불가 판정을 받고 2003년 5월 10일부터 철거작업을 벌이던 중 5월 29일부터 내린 비로 인해 구조물과 철재 빔 사이의 이음새 부분이 물을 먹어 약해졌을 가능성이 있을 것으로 추정되며, 시공사 측이 상판 제거 작업을 하면서 붕괴에 대비한 안전 장치를 교각 사이에 전혀 설치하지 않았던 것과 5월 22일, 5월 25일, 5월 28일, 5월 29일에 계룡육교 상판의 I자형 빔을 지탱하던 X자형 지지대 110개 중 70개를 산소용접기로 절단하도록 지시한 사실도 드러났다.

## 사고 여파
이 사고로 호남선과 전라선의 열차 운행이 14시간 동안 중단되기도 했으며, 업무상 과실치상 등의 혐의로 철거 공사를 맡은 보생건설과 코오롱건설의 현장소장, 그리고 금호엔지니어링 책임 감리자를 구속하고 해당 업체 보조 감리자와 대전광역시지하철건설본부 담당 공무원을 불구속 입건했다. 그나마 불행 중 다행으로 사망자는 한 명도 없었고 열차도 완전히 전복되지 않았으며, 이용고객들의 침착한 대처와 인근 아파트 주민들의 헌신적인 도움으로 인명 피해를 줄일 수 있었다.